# Livet är stenkul
Livet är stenkul är en svensk långfilm från 1967 i regi av Jan Halldoff. Filmen är Halldoffs andra långfilm som regissör och var tillåten från 15 år. Filmen har visats i SVT och SVT Play 2021.

## Rollista
- Inger Taube – telefonisten Britt Holmkvist
- Mai Nielsen – Maj, Britts barnflicka, kallad "Klyftan"
- Lars Hansson – Kent
- Thomas Janson – Thomas
- Stig Törnblom – Jan, kallad "Janne"
- Keve Hjelm – mäklaren Roland Holmkvist, Britts exman
- Bengt Ekerot – Britts granne, kallad "Knegarn"
- Hanny Schedin – farmor och tillika Rolands mamma
- Dodo Claesson – sexårige Leif, Britts och Rolands son, kallad "Lill-Roland"
- Lena Hansson – den glåmiga, Britts arbetskamrat
- Mads Rydman – den påkörde
- Lage Lindell – konstnär på Operabaren
- Stig Claesson – författare på Operabaren
- Håkan Ernesto Söderberg – filosof på Operabaren
- Ove Magnusson – journalist på Operabaren
- Bengt Forslund – gäst på Operabaren
- Jonas Sima – gäst på Operabaren
- Kerstin Berg – ikullsprungen dam
- Ulf Berggren – busspassagerare
- Jan Halldoff – man på gatuservering
- Åke Noord – dansare

## Priser och utmärkelser
- 1967 - Svenska Filminstitutets kvalitetsbidrag

## DVD
Filmen gavs ut på DVD 2017.

### Fotnoter
1. ↑  ”Livet är stenkul”. Svensk Filmdatabas. http://www.sfi.se/sv/svensk-filmdatabas/Item/?type=MOVIE&itemid=4754. Läst 29 juni 2012.